# Arhita
Arhita iz Tarenta (grč. Aρχύτας, 428–347. god. st. e.) bio je antički grčki filozof, pripadnik pitagorejske škole, državnik, vojni strateg, teoretičar muzike, matematičar, fizičar i astronom.
Antički se izvori ne slažu o imenu njegova oca: prema nekima, otac mu se zvao Mnesarh, prema drugima Mnesagora ili Histijej. Rodio se u južnoitalskom gradu Tarentu, gde je kasnije postao i pritan (izvršni magistrat), sprovodeći takvu razvojnu politiku koja je Tarent učinila najbogatijom metropolom u Velikoj Grčkoj. Podizanjem spomenika, hramova i javnih građevina dao je gradu novi sjaj. Pružio je novi podstrek trgovini razvijajući i učvršćujući odnose s drugim trgovačkim centrima, kao što su Istra, balkanska Grčka i Afrika. Takođe je pokušao da sve gradove Velike Grčke ujedini u neku vrstu saveza uperenog protiv tamošnjih autohtonih naroda. Bio je prijatelj Platona, s kojim se upoznao na Siciliji, i 361. godine st. e., kada je Dionisije Mlađi utamničio Platona, Arhita je pomogao njegovo oslobađanje iz zatvora. Arhita je bio učenik pitagorejca Filolaja iz Krotona, a zatim je učio matematiku kod Eudoksa iz Knida. On sam i Eudoks, pak, bili su Menehmovi učitelji. Arhiti se tradicionalno pripisuju mnogi spisi, od kojih su, međutim, sačuvani samo malobrojni fragmenti za koje se sa sigurnošću može utvrditi njegovo autorstvo. Među njegovim delima su O umu i o počelima, O umu i čulima, O mudrosti, O deset kategorija, O kraljevstvu, O kraljevima, O rađanju, i O čuvanju.
Arhita je bio prvi koji je predložio da se grupišu tradicionalne discipline: aritmetika, geometrija, astronomija i muzika – koje će u srednjem veku činiti "kvadrivij". Arhita se udavio kada je brod kojim je plovio potonuo u Jadranskom moru. Njegovo je telo ležalo nepokopano na obali sve dok ga neki mornar nije simbolično posuo sa malo peska, kako njegova duša ne bi narednih sto godina lutala s ove strane Stiksa.

## Filozofija
Premda je Arhita živeo nakon Sokrata, ipak se uključuje među presokratske filozofe zbog toga što se njegova filozofska misao nastavlja na pitagorejsku. On je zapravo svoja filozofska, politička i etička razmišljanja zasnivao na matematici. O tome nam svedoče dva njegova fragmenta:
Kada se postigne jedan matematički odnos, on kontroliše političke razmirice i uvećava slogu, tada nema nepravde i vlada ravnopravnost. Uz matematičku ravnotežu mi u svom ponašanju ostavljamo sa strane međusobne razlike. Tada siromašni uzimaju od moćnih, bogati daju unesrećenima, a i jedni i drugi uzdaju se u matematiku da bi postigli neku ravnopravnu delatnost.
Da bi bili dobro obavešteni o stvarima koje ne poznajemo, moramo ili učiti od drugih ili sami otkriti. Učeći dedukujemo od nekog drugog, odnosno od sebi stranoga, a sami otkrivajući je nešto nama sopstveno. Otkrivanje bez potrage je teško i retko, ali uz istraživanje je ono moguće i lako, premda onaj ko ne zna da traži ne može ni da nađe.
Atenejevi i Ciceronovi fragmenti koji nas obaveštavaju o Arhitinim etičkim pogledima odaju sliku jednog veoma zrelog filozofa i verovatno odslikavaju društvene okolnosti dugotrajnog mira u kojem je živeo.

## Mehanika
Arhita se smatra osnivačem mehanike i pretečom analitičke mehanike. Prema antičkim izvorima, napravio je dve izvanredne mehaničke sprave. Jedna je bila mehanički golub, čuveni Arhitin golub, dok je drugi njegov izum bila neka vrsta čegrtaljke za decu. Jedini antički izvor koji spominje njegov prvi izum jeste Aul Gelije (X, 12), koji je živeo nekih pet vekova nakon Arhite. "Arhitin golub" bio je prva veštačka leteća naprava, mehanički model u obliku ptice koji je verovatno pokretao mlaz pare i koji je, prema Geliju, leteo nekih 180 metara. Ova sprava bila je tokom leta možda zakačena za neku žicu ili klin. Drugi njegov izum bila je čegrtaljka za decu, koja je i danas u upotrebi i može se videti na vašarima.
Premda Diogen Laertije kaže da je Arhita bio "prvi koji je sistematizovao mehaniku upotrebljavajući prva načela matematike", nijedan od kasnijih antičkih grčkih autora koji su pisali o mehanici (na primer, Heron, Papos, Arhimed, Filon) ne spominje nikakvo Arhitino delo iz područja mehanike (koja bi se, u antičko doba, mogla definisati kao "opisivanje i objašnjenje delovanja sprava"). Arhita je bio veoma zainteresovan za objašnjavanje fizičkih pojava matematičkim terminima, pa bi se lako moglo zaključiti da je mogao dati i važne doprinose mehanici, ali za to nedostaju čvrsti dokazi. Još jedan otežavajući faktor jeste tvrdnja Diogena Laertija (A1) da je u antici kružio neki spis o mehanici, koji su neki smatrali delom nekog drugog Arhite, pa bi možda i "Arhitin golub" mogao biti izum drugog Arhite.

## Matematika
Glavno područje Arhite, kao pitagorejca, bila je matematika, i on je smatrao da su sve discipline podređene matematici. Kao pitagorejanac, Arhita je smatrao da jedino aritmetika, ne geometrija, može da pruži osnovu za zadovoljavajuće dokaze. Tako je on istraživao frekvenciju i postavio jednu teoriju zvuka. Premda ova istraživanja sadrže greške, ipak predstavljaju izvanredan doprinos nauci i postaće osnova za Platonovu teoriju zvuka. Arhita je prvi ustanovio niz iracionalnih brojeva i njihov račun, tj. niz kvadratnih korena koji se razrešavaju kao razlomci.
Eutokije iz Askalone, u svom komentaru Arhimedovog dela O sferi i valjku, kaže da je Arhita rešio problem udvostručavanja kocke, i to jednom geometrijskom konstrukcijom. Pre njega je Hipokrat sa Hiosa ovaj problem sveo na iznalaženje malih proporcija. Arhitina teorija proporcionalnosti se obrađuje u osmoj knjizi Euklidovih Elemenata, gde je konstrukcija dva proporcionalna tela jednaka vađenju kvadratnog korena. Prema Diogenu Laertiju, ova demonstracija, koja koristi linije koje prave rotirajuće geometrijske figure da bi se konstruisale dve proporcije između magnituda, predstavlja prvo izučavanje geometrije pomoću postavki mehanike. Prema Plutarhu, Platon je Arhiti prebacivao da je mehanikom "pokvario" geometriju (Quest. conv. 718E-F).

## Arhitina kriva
Da bi rešio prblem udvostručavanja kocke, Arhita se poslužio krivom, koja je po njemu nazvana "Arhitina kriva". To je prva prostorna kriva, tj. kriva koja ne leži ni u jednoj ravni, u istoriji matematike. Do njene jednačine stiže se na sledeći način: neka za dva data isečka {\displaystyle a}, {\displaystyle b} njihove srednje proporcije budu {\displaystyle u} e {\displaystyle v}, odnosno neka {\displaystyle a:u=u:v=v:b}:
{\displaystyle \left\{{\begin{matrix}u={\sqrt {x^{2}+y^{2}+z^{2}}}\\v={\sqrt {x^{2}+y^{2}}}\end{matrix}}\right.}
Zamenjujući ove vrednosti u proporciji dobijaju se sledeći odnosi:
{\displaystyle \left\{{\begin{matrix}x^{2}+y^{2}+z^{2}=a{\sqrt {x^{2}+y^{2}}}\\x^{2}+y^{2}=ax\\x^{2}+y^{2}+z^{2}={\frac {a^{2}}{b^{2}}}x^{2}\end{matrix}}\right.}
koji predstavljaju jednačine površine. Prva predstavlja tor (rotaciona površina u obliku kružnog đevreka), a druge dve kvadratni valjak i piramidu koji se susreću na jednoj liniji četvrtog reda koja predstavlja Arhitinu krivu. Ako se ova kriva projektuje na ravan {\displaystyle xy}, njena jednačina u koordinatnom sistemu {\displaystyle (\rho ,\theta )} je sledeća:
{\displaystyle \rho ={\frac {b^{2}}{acos^{2}\theta }}}

## Fizika
Apulej u svojoj Apologiji kaže da se Arhita bavio fizičkim problemom prirode refleksije svetla na ogledalo. Arhita smatra da naše oči emaniraju zrake (kako će kasnije misliti i Platon), ali se oni ne mogu kombinovati s bilo kojom drugom stvari.
Uspelija su njegova razmišljanja o šumovima, za koje je on shvatao da proističu iz vibracija koje nastaju zbog prolaska tela kroz vazduh. Polazeći od ovog otkrića, on je postavio hipotezu da i nebeska tela, koja se nalaze u neprekidnom kretanju, moraju proizvoditi šumove. Međutim, ljudi te šumove ne mogu čuti jer oni nisu dati u intervalima, nego su vremenski kontinuirani. Veoma su zanimljiva njegova eksperimentalna ispitivanja pomoću kojih je objašnjavao uzroke razlika između oštrih i tupih zvukova, koje su uslovljene brzinom samih vibracija, odnosno onim što se danas naziva "talasnom dužinom": što je vibracija brža, to je oštriji i zvuk koji iz nje proističe, i obratno. Te je eksperimente vršio na fruli i drugim muzičkim instrumentima, te je tvrdio da i ljudski glas prati isti taj princip.
Na polju astronomije Arhita se posebno bavio problemom veličine univerzuma, i tvrdio je da je kosmos neograničen.

## Muzika
Arhita je teorijski i matematički razradio teoriju harmonije i uzdigao je na jedan nov nivo, ispitujući frekvenciju i razrađujući teoriju zvuka. Arhita je usavršio Filolajev rad na tom polju tako što je predložio novu podelu tetrakorda i definisao tri vrste lestvica koje je nazvao: enharmonijska, hromatska i dijatonska lestvica. Jedan od važnih rezultata analize muzike u smislu odnosa celih brojeva jeste saznanje da muzičke intervale nije moguće podeliti na jednake polovine: oktava nije deljiva na dve jednake polovine, nego na kvartu i na kvintu, kvarta nije deljiva na dve jednake polovine, nego na dva cela tona i na ostatak. Ceo ton ne može se podeliti na dve jednake tonske polovine. S druge strane, moguće je podeliti duplu oktavu na dve polovine. Matematički se ovo može videti ako znamo da je moguće staviti jednu proporcionalnu polovinu između krajnjih tačaka odnosa koja odgovara duploj oktavi (4: 1) tako da 4: 2: 2: 1. Odnosi koji upravljaju muzičkim intervalima (2: 1, 4: 3, 3: 2, 9: 8) pripadaju vrsti odnosa koji je poznat kao "supraparticularni odnos". Arhita je tako, u određenom smislu, utemeljitelj pravilne intonacije.

## Politika
Arhita je svoju mladost i zrelo doba (dakle, period od 380. do 350. st. e.) proveo u doba kada je Tarent bio jedan od najmoćnijih gradova u helenskom svetu, nakon što je iz peloponeskog rata izašao na strani pobednika. Arhita se najverovatnije posvetio političkom radu tek u zrelo doba. Tada je sedam godina uzastopno bio biran za stratega: da bi mu to omogućili, Tarentinci su morali da promene zakon koji je zabranjivao višegodišnje uzastopno obavljanje te dužnosti, što govori o visokom mišljenju koje su o njemu imali građani Tarenta. Aristoksen kaže da se Arhita pokazao kao izvrstan vojskovođa i da nikada nije pretrpeo poraz na bojnom polju. Pod njegovim vodstvom Tarent je pokorio Mesape i Lukance, osvojio je Mesanu i ušao u oblast pod kontrolom Brundizija i Egnacije. Prevlast Tarenta proširila se na mnoge polise u južnoj Italije, uključujući presudne uticaje na polju umetnosti, religije i ekonomije. Arhita je bio postavljen na čelo jedne konfederacije italskih Grka.
Tokom svoje političke vlasti Arhita se posvetio razvoju ekonomije, kulture i umetnosti. Na polju zakonodavstva predlagao je različite zakone s ciljem ravnomernije raspodele materijalnog bogatstva, primenjujući i u toj oblasti svoja načela matematičke harmonije. Neki ispitivači tvrde da je Arhita poslužio Platonu kao uzor za njegovog idealnog vladara-filozofa te da je uticao na Platonovu političku filozofiju, kako je ona predstavljena u Državi i drugim delima.

## Literatura
- von Fritz, Kurt (1970). „Archytas of Tarentum”. Dictionary of Scientific Biography. 1. New York: Charles Scribner's Sons. стр. 231—233. ISBN 978-0-684-10114-9. on line
- Huffman, Carl A. Archytas of Tarentum, Cambridge University Press. 2005.  978-0-521-83746-0.

## Spoljašnje veze
- Huffman, Carl. „Archytas”.  Ур.: Zalta, Edward N. Stanford Encyclopedia of Philosophy.
- O'Connor, John J.; Robertson, Edmund F. „Arhita”. MacTutor History of Mathematics archive. University of St Andrews.